# Ein Robinson
Ein Robinson est un film dramatique allemand réalisé par Arnold Fanck et sorti en 1940.
Le film, notamment interprété par Herbert A.E. Böhme, Marieluise Claudius et Claus Clausen, raconte l'histoire d'un Robinson Crusoé moderne, un homme tellement en colère sur la situation dans l'Allemagne de Weimar (après la Première Guerre mondiale) qu'il va volontairement vivre sur une île déserte. Le film a été tourné en partie en Amérique du Sud.

## Synopsis
Pendant la Première Guerre mondiale, le croiseur allemand SMS Dresden est attaqué par des navires britanniques au large des côtes du Chili. L’équipage parvient à abandonner le navire avant qu’il ne coule. Ils se dirigent vers une île isolée où ils sont faits prisonniers. Après avoir passé trois ans en détention, les marins parviennent à s’échapper et à retourner en Allemagne, avec l’intention de continuer à se battre pour leur patrie. Quand ils arrivent, cependant, ils rencontrent une Allemagne différente de celle qu’ils ont laissée derrière eux où ils sont ridiculisés et attaqués par des mutins.
L’un des membres de l’équipage, Carl Ohlse, quitte l’Allemagne de Weimar et retourne sur l’île où il a été retenu prisonnier pendant trois ans, déterminé à vivre le reste de sa vie en tant que Robinson Crusoé. Quelque temps plus tard, il entend un reportage radiophonique qui décrit comment les choses se sont améliorées en Allemagne au cours des années 1930. Plus tard, lorsque le nouveau SMS Dresden passe l’île, il se dirige vers le navire et est embarqué par ses nouveaux camarades respectueux.

## Distribution
- Herbert A.E. Böhme : Carl Ohlsen
- Marieluise Claudius : Antje
- Claus Clausen : Fritz Grothe
- Oskar Marion : le capitaine
- Malte Jäger : l'officier
- Wilhelm P. Krüger : Pagels
- Otto Kronburger : le commandant
- Wolf Dietrich : l'officier
- Ludwig Schmid:Wildy : un marin
- Leopold Kerscher : un marin
- Martin Rickelt : le marin Pieter
- Georg Völkel : le premier officier
- Hans Kühlewein :  le maître
- Charly Berger : le chirurgien
- Günther Polensen :  un marin
- Hans-Joachim Fanck : le petit Peter